# Адміністративний устрій Чугуївського району
Адміністративний устрій Чугуївського району — адміністративно-територіальний поділ Чугуївського району Харківської області на 2 селищні громади, 4 селищні та 7 сільських рад, які об'єднують 40 населених пунктів та підпорядковані Чугуївській районній раді. Адміністративний центр — місто Чугуїв, що є містом обласного значення і до складу району не входить.

## Список громадЧугуївського району
- Малинівська селищна громада
- Чкаловська селищна громада

## Список радЧугуївського району
| 1  | Введенська селищна рада        | смт Введенка      | смт Введенка c. Зауддя c. Зелений Колодязь c. Світанок c. Тернова |  |  |  |  |  |  |
| 2  | Есхарівська селищна рада       | смт Есхар         | смт Есхар                                                         |  |  |  |  |  |  |
| 3  | Кочетоцька селищна рада        | смт Кочеток       | смт Кочеток                                                       |  |  |  |  |  |  |
| 4  | Новопокровська селищна рада    | смт Новопокровка  | смт Новопокровка c-ще Роздольне                                   |  |  |  |  |  |  |
| 5  | Великобабчанська сільська рада | c. Велика Бабка   | c. Велика Бабка c. Піщане                                         |  |  |  |  |  |  |
| 6  | Волохово-Ярська сільська рада  | c. Волохів Яр     | c. Волохів Яр                                                     |  |  |  |  |  |  |
| 7  | Граківська сільська рада       | c. Гракове        | c. Гракове c-ще Залізничне c. Ртищівка                            |  |  |  |  |  |  |
| 8  | Зарожненська сільська рада     | c. Зарожне        | c. Зарожне c. Тетлега                                             |  |  |  |  |  |  |
| 9  | Кам'яноярузька сільська рада   | c. Кам'яна Яруга  | c. Кам'яна Яруга                                                  |  |  |  |  |  |  |
| 10 | Мосьпанівська сільська рада    | c. Мосьпанове     | c. Мосьпанове                                                     |  |  |  |  |  |  |
| 11 | Старопокровська сільська рада  | c. Стара Покровка | c. Стара Покровка c. Поди                                         |  |  |  |  |  |  |
| 12 | Іванівська сільська рада       | c. Іванівка       | с. Михайлівка с. Степове с. Студенок                              |  |  |  |  |  |  |

* Примітки: м. — місто, с-ще — селище, смт — селище міського типу, с. — село